# Приміська зона

Ілюстрація термінів центр міста, передмістя, приміська корона, міська одиниця та зона тяжіння міста згідно з INSEE

На цій карті, що показує муніципальний поділ департаменту Луара Атлантична, приміські райони показані помаранчевим кольором.

Згідно з визначенням, наданим INSEE (Національний інститут статистики та економічних досліджень), приміська зона (couronne périurbaine) у Франції — це сукупність усіх муніципалітетів в межах міської зони, за винятком її міського центру.
Муніципалітети, що належать до приміської зони, вважаються монополяризованими, якщо щонайменше 40% їх активного населення працює в міському центрі (центр міста плюс передмістя). На відміну від них, муніципалітети, розташовані за межами міської зони, називаються мультиполяризованими.

## Кількість мешканців

### Статистика за 1999 рік
Кількість муніципалітетів: 10 808 муніципалітетів у метрополійній Франції (30% від загальної кількості) були розташовані в приміських зонах.
Населення: У цих зонах проживало 9 344 739 мешканців, що становило 16% населення Франції.
Площа: Приміські зони займали площу понад 131 600 км², або 24% території Франції [3].
Площа приміських територій (міська територія мінус міський центр) часто є більшою у великих мегаполісах, таких як Париж або Ліон. 2017 року було зафіксовано, що у Франції найбільша площа приміських територій припадає на такі населені пункти:
- Париж (1 716 098 мешканців)
- Ліон (656 493 мешканців)
- Ренн (380 530 мешканців)
- Тулуза (341 054 жителів)
- Нант (317 641 мешканець)
- Бордо (278 080 мешканців)